# Antropiska principen
Den antropiska principen är, inom kosmologi, fysik och filosofi, ett begrepp som sammanfattar den vetenskapliga insikten att universums grundläggande naturlagar måste ha en specifik utformning för att liv ska kunna uppstå. Till exempel skulle en obetydlig ökning av utgångshastigheten vid universums begynnelse ha omöjliggjort för tyngdkraften att dra samman lokala öar av materia för att bilda galaxer och stjärnor. Om den starka kärnkraften hade varit enbart en aning starkare än den är skulle det varken finnas vatten eller tillräckligt stabila stjärnor för att liv skulle kunna utvecklas på jorden.
Den förste som använde begreppet antropiska principen var Brandon Carter i en artikel 1973 där han formulerade två varianter – en svag och en stark.

## Finjusterat universum
Den antropiska principen formulerades som ett svar på en rad iakttagelser av finjusterade naturkonstanter, det vill säga att uppkomsten av liv inte skulle vara möjlig om vissa av universums begynnelsevärden och naturkonstanter, särskilt förhållandet mellan de fyra fundamentala naturkrafterna, skulle skilja något. Enligt astronomen Martin Rees tycks följande sex dimensionslösa naturkonstanter vara finjusterade och avgörande för bland annat universums storlek, expansion och möjliga ålder samt för uppkomsten av kol och vatten och därmed liv sådant vi känner det:
- N ≈ 1036: förhållandet mellan elektromagnetismens styrka och gravitationens styrka. Enligt Newtons gravitationslag och Coulombs lag avtar både gravitationen och den elektriska kraften proportionellt mot avståndet i kvadrat. Mellan två protoner gäller att den repulsiva elektriska kraften är ungefär 1036 gånger starkare än den attraktiva gravitationen. Om gravitationen vore starkare, Rees diskuterar N≈1030, skulle stjärnor bildas med mycket mindre massa och dessa stjärnor skulle få så kort livslängd att komplicerade livsformer inte skulle hinna utvecklas.[4]

- ε ≈ 0,007 (0,7 %): ett mått på den starka kärnkraften som binder samman protoner och neutroner i atomkärnor. ε är den andel av vilomassan som frigörs (omvandlas till värme) när fyra protoner fusionerar till en helium-4 kärna. Om ε i stället skulle vara 0,8 % skulle två protoner kunna bilda en stabil kärna, helium-2, och allt väte skulle förbrukas redan i nukleosyntesen omedelbart efter big bang. Utan väteatomer kan det inte bildas vatten och stjärnornas livslängd skulle också vara en bråkdel av den observerade. Om ε i stället vore 0,6 % skulle inte en proton och neutron kunna bilda stabilt deuterium och proton-protonkedjan som bildar tyngre grundämnen skulle inte kunna fortsätta.[5]

- Ω ≈ 0,3: densitetsparametern Ω är kvoten mellan den nuvarande (synliga och mörka) materiens densitet och den kritiska densitet vid vilken den samlade massans gravitation precis uppväger den energi som driver universums expansion. För Ω < 1 kommer universum att expandera för alltid. För Ω > 1 kommer universum att gå mot en big crunch, se universums framtid. Om inte gravitationsenergin och utvidgningsenergin är exakt lika vid big bang, ökar gapet dem emellan under universums utveckling. Eftersom det nuvarande värdet på Ω är 0,3 måste Ω ha varit "utomordentligt nära ett under tidigare tidsåldrar".[6]

- λ ≈ 0,7: förhållandet mellan den mörka energin och universums kritiska densitet. Den mörka energin, också kallad den kosmologiska konstanten, är den energi som anses förklara universums accelererande expansion. Om λ vore mycket större, skulle den tidiga expansionen varit så snabb att galaxer inte hunnit bildas.[7]

- Q ≈ 10–5: förhållandet mellan den energi som skulle krävas för att övervinna gravitationen och dra isär en galaxhop eller superhop (de största kända strukturerna i universum) och den energi hopens massa motsvarar. Förhållandet är av samma storleksordning som fluktuationerna i den kosmiska bakgrundsstrålningens.[8]

- D = 3: antalet makroskopiska rumsdimensioner i universum.

"Alla naturvetare håller med om att universums fysiska struktur måste anta en mycket särskild form för att kolbaserade liv ska kunna uppstå. Oenigheterna börjar i diskussionen om vilken betydelse detta anmärkningsvärda faktum har."
1. Finjusterade konstanter kan användas som ett argument för Guds existens. Att naturkonstanterna ser ut som de gör är enligt detta perspektiv inte en extremt  osannolik slump utan de är som de är just för att liv ska kunna uppstå. Denna möjliga orsak till naturkonstanternas finjustering kan inte prövas vetenskapligt, eftersom en vetenskaplig hypotes inte får ha Gud eller något övernaturligt som förklaring till ett fenomen.
2. Naturkonstanternas värden är inte slumpmässiga utan beror av varandra och kan härledas ur en ännu ej upptäckt fysikalisk princip, exempelvis en "teori om allt" (storförenad teori). Vetenskapen är dock mycket långt ifrån att finna en sådan teori.
3. Hypotesen att vi lever i ett multiversum bestående av ett extremt, kanske oändligt, antal universa, vart och ett med olika slumpmässiga värden på naturkonstanterna. Multiversumteorin kan betraktas som en vetenskaplig hypotes då den inte behöver ha Gud eller något annat oförklarligt som en sannolik orsak, utan kan hänvisa till slumpen. Om hypotesen är giltig kan inte prövas empiriskt, då högst troligt enbart detta universum någonsin kommer kunna observeras. Vissa fysiker framhåller därför att teorin om multiversum ligger nära pseudovetenskap, medan andra vidhåller att det är en vetenskaplig hypotes.

Astronomen Fred Hoyle förutsade 1953 värdet på en exciterad nivå i 12C-atomens kärna baserat på att kolbaserade livsformer existerar och att nivån behövs i trippel-alfa-processen, den process i stjärnors inre där kol bildas genom fusion av tre heliumkärnor. Detta värde bekräftades experimentellt kort därefter.
Denna förutsägelse har i efterhand kommit att betraktas som en tillämpning av den antropiska principen.

## Varianter av den antropiska principen
Varianter av den antropiska principen har lett till fler svar på den antropiska frågan, där huvudargumenten brukar formuleras som den svaga respektive den starka antropiska principen. Det är viktigt att inte blanda samman dessa två då de är varandras ideologiska motsatser. De ges dessutom olika definition av olika filosofer. 
Enligt en variant av den starka principen så måste universums egenskaper vara som de är därför att själva avsikten med universum är att möjliggöra vår existens. Den starka antropiska principen är alltså förenlig med en religiös grundsyn på världen, men kontroversiell ur vetenskaplig synvinkel. 
En variant av den svaga antropiska principen säger i princip inget annat än att vårt universum naturligtvis måste vara som det är för att det ska kunna finnas medvetna observatörer som konstaterar detta. Denna variant kritiseras för att vara en tautologi eller truism. Den kan också kritiseras för att den mest sannolika observatören är en så kallad "Boltzmann-hjärna". Det är ett medvetande skapat av en fluktuation av vakuumet med illusoriska minnen. 
Redan hos de gamla grekerna hade särskilt sofisterna med Protagoras i spetsen funderingar som anknyter till dessa tankegångar.